# 1763 en arts plastiques
| Années des arts plastiques : 1760 - 1761 - 1762 - 1763 - 1764 - 1765 - 1766    |
| Décennies des arts plastiques : 1730 - 1740 - 1750 - 1760 - 1770 - 1780 - 1790 |

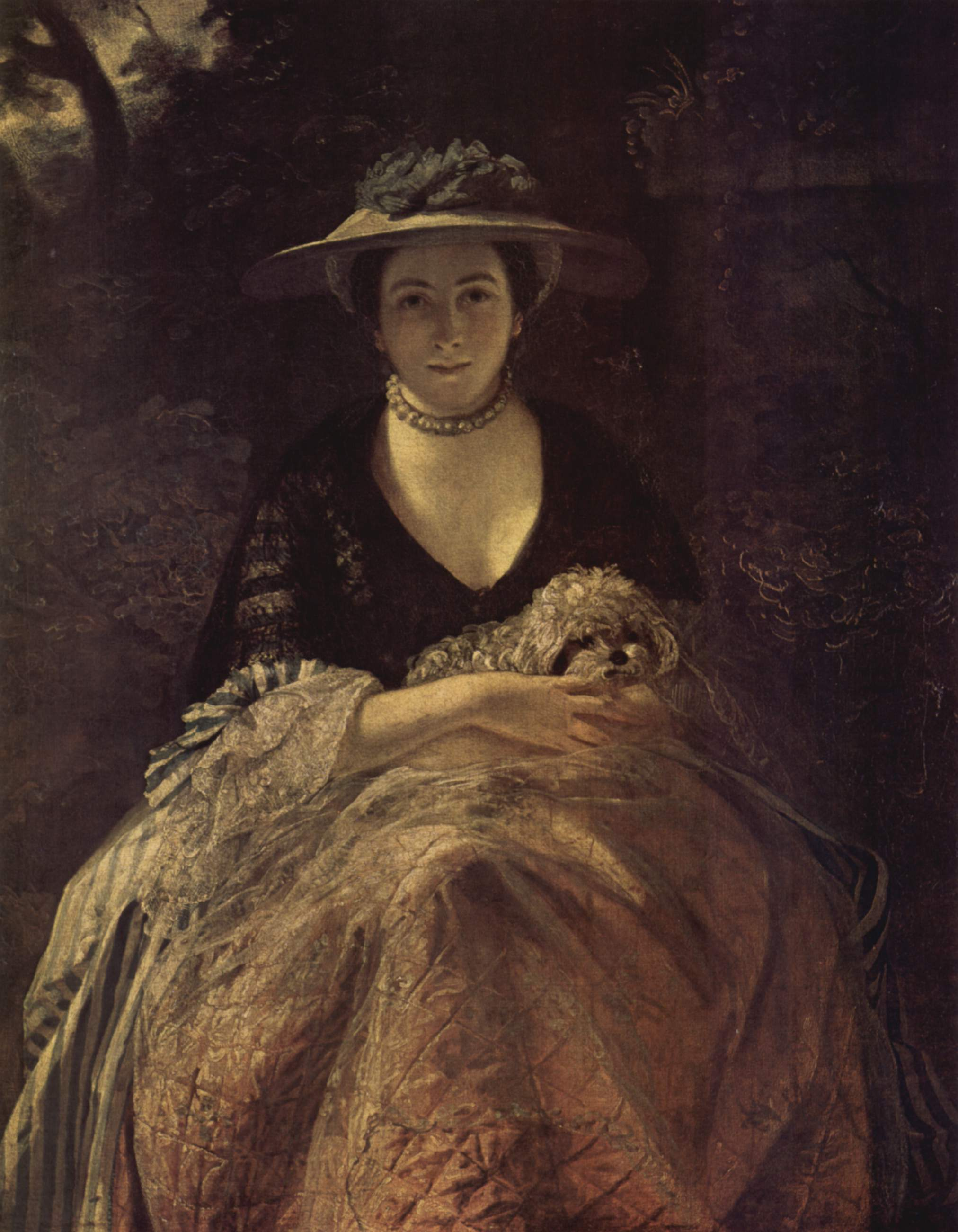
Portrait de Nelly O'Brien, de Joshua Reynolds.

Cette page concerne l'année 1763 en arts plastiques.

## Naissances
- 12 janvier : Georges Michel, peintre paysagiste français († 7 juin 1843),
- 3 mars : Antoine-Denis Chaudet, sculpteur et peintre français († 18 avril 1810),
- 5 avril : Carlo Frigerio, peintre italien († 5 décembre 1800),
- 7 août : Johann Jakob Biedermann, peintre, graveur et aquafortiste suisse († 10 avril 1830),
- 6 septembre : Pietro Bettelini, graveur et peintre suisse († 27 septembre 1829),
- 31 octobre : Jean-Antoine Laurent,  peintre français († 11 février 1832),
- 9 décembre : Jacques-Nicolas Frainais d'Albert, peintre et professeur de dessin français († 28 décembre 1816),
- ? : Zacarías González Velázquez, peintre espagnol († 1834).

## Décès
- 18 mars : Nicolas Delobel, peintre français (° 1693),
- 13 avril : Angela Maria Pittetti, peintre italienne (° 1690),
- 4 mai : Nicolas Wilbault, peintre français (° 20 juillet 1686),
- 22 octobre : Frans van Mieris le Jeune, peintre et historien néerlandais (° 24 décembre 1689),
- 27 octobre : Lorenz Natter, graveur de pierres précieuses et médailleur allemand (° 21 mars 1705).
- Date précise inconnue :
  - Angelo Paglia, peintre italien (° 1681),
  - Ferdinando Porta, peintre italien  du baroque tardif (° 1687).